# Ненависть (фільм, 1977)
«Ненависть» (рос. «Ненависть») — український радянський художній фільм 1977 року режисера Самвела Гаспарова.

## Сюжет
Громадянська війна в Росії. Вмираючи, старий Булига вирішив помирити синів, чиї шляхи розійшлися ще на початку жовтневого заколоту. Але зустріч братів його не порадувала — глибоко затаїли вони ворожнечу один до одного: один за червоних, інший за білих, а молодший привіз із собою дівчину. Поховали батька. Ледве виїхали за околицю — в село увірвалася банда…

## У ролях
- Євген Соляков
- Іван Мацкевич
- Євген Леонов-Гладишев
- Олена Циплакова
- Елгуджа Бурдулі
- Павло Кормунін
- Лев Перфілов
- Костянтин Степанков
- Геннадій Болотов
- Володимир Акімов

## Творча група
- Сценарій: Едуард Володарський, Микита Михалков
- Режисер: Самвел Гаспаров
- Оператор: Едуард Тімлін
- Композитор: Євген Стихін